# Kateb Yacine
Dans ce nom, le nom de famille précède le nom personnel.
Pour les articles homonymes, voir Yacine.
 (décembre 2023).
Yacine Kateb, dit Kateb Yacine, est un écrivain algérien, né le 2 août 1929 à Zighoud Youcef, commune de la willaya de Constantine, et mort le 28 octobre 1989 à Grenoble.
Auteur de romans, poèmes, pièces de théâtre, essais, il a également été journaliste — notamment pour le quotidien Alger républicain de 1949 à 1951 — et metteur en scène de théâtre.

## Biographie
Yacine Kateb naît vraisemblablement le 25 janvier 1929 (ou le 2 août selon d'autres sources) à Constantine, en Algérie française. Issu d'une famille chaouie, — originaire des Aurès, une région du Nord-Est de l'Algérie —, famille lettrée de Hammam N'Bail (actuellement dans la wilaya de Guelma, appelée Kbeltiya ou Keblout). Son grand-père maternel est bach-adel, juge suppléant du cadi, à Condé Smendou, son père est avocat et sa famille le suit dans ses mutations successives. Le jeune Kateb (nom qui signifie « écrivain » en arabe) entre en 1934 à l'école coranique de Sedrata, en 1935 à l'école française à Lafayette (aujourd'hui Bougaa en Petite Kabylie, actuelle wilaya de Sétif), où sa famille s'est installée, puis en 1941, comme interne, au lycée de Sétif : le lycée Albertini, devenu lycée Mohamed Kerouani après l'indépendance.

### Adolescence
Kateb Yacine se trouve en classe de troisième quand éclatent les manifestations du 8 mai 1945 auxquelles il participe et qui s'achèvent sur le massacre de plusieurs dizaines de milliers d'Algériens par la police, l'armée françaises et des milices. Quatorze membres de sa famille sont tués au cours du massacre. Trois jours plus tard, il est arrêté et détenu durant deux mois. Il est définitivement acquis à la cause nationale, tandis qu'il voit sa mère « devenir folle ». Il dira « Je suis né quand j’avais seize ans, le 8 mai 1945. Puis, je fus tué fictivement, les yeux ouverts, auprès de vrais cadavres et loin de ma mère qui s’est enfuie pour se cacher, sans retour, dans une cellule d’hôpital psychiatrique. Elle vivait dans une parenthèse, qui, jamais plus, ne s’ouvrira. Ma mère, lumière voilée, perdue dans l’infini de son silence ».
Exclu du lycée, traversant une période d'abattement, plongé dans Baudelaire et Lautréamont, son père l'envoie au lycée de Bône. Il y rencontre Nedjma (l'étoile), « cousine déjà mariée », avec qui il vit « peut-être huit mois », confiera-t-il, et y publie en 1946 son premier recueil de poèmes.
Il se politise et commence à faire des conférences sous l'égide du Parti du peuple algérien, le parti nationaliste de masse de l'époque.

### Débuts littéraires
En 1947, Kateb arrive à Paris, « dans la gueule du loup ». Il prononce en mai, à la Salle des Sociétés savantes, une conférence sur l'émir Abdelkader et adhère au Parti communiste algérien. Au cours d'un deuxième voyage en France métropolitaine, il publie l'année suivante  Nedjma ou le Poème ou le Couteau (« embryon de ce qui allait suivre ») dans la revue Le Mercure de France. Journaliste au quotidien Alger républicain entre 1949 et 1951, son premier grand reportage a lieu en Arabie saoudite et au Soudan (Khartoum). À son retour, il publie notamment, sous le pseudonyme de Saïd Lamri, un article dénonçant l'« escroquerie » du lieu saint de La Mecque.

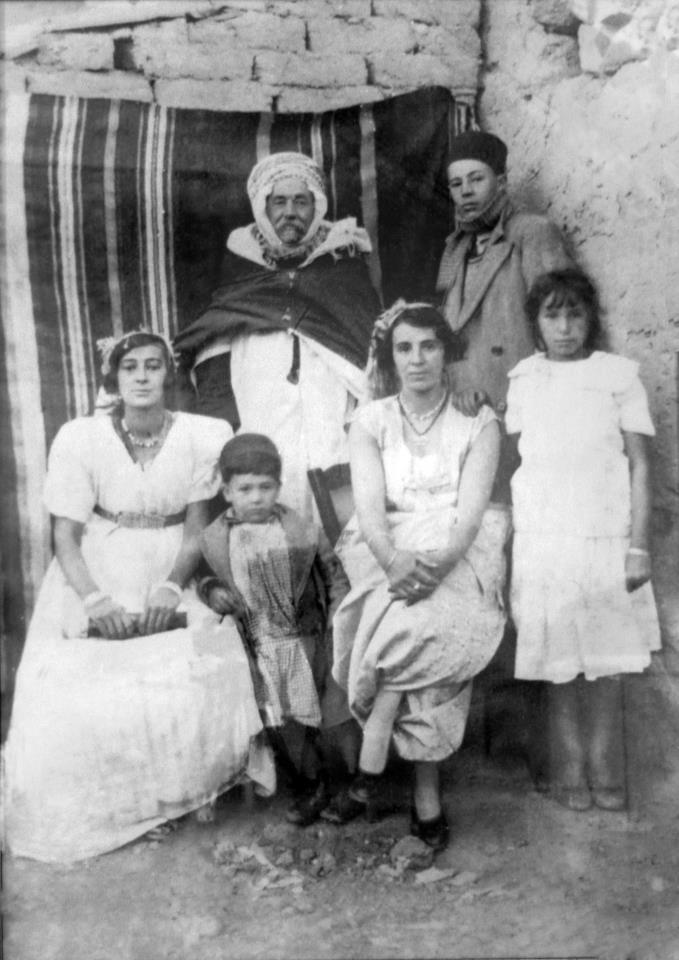
Kateb Yacine, au premier plan, et sa famille vers 1940.

 Après la mort de son père, survenue en 1950, Kateb devient docker à Alger, en 1952. Puis il s'installe à Paris jusqu'en 1959, où il travaille avec Malek Haddad, se lie avec M'hamed Issiakhem, Armand Gatti et, en 1954, s'entretient longuement avec Bertolt Brecht. En 1954, la revue Esprit publie « Le Cadavre encerclé » qui est mis en scène par Jean-Marie Serreau, mais interdit en France.
Nedjma paraît en 1956 (et Kateb se souviendra de la réflexion d'un lecteur : « C'est trop compliqué, ça. En Algérie vous avez de si jolis moutons, pourquoi vous ne parlez pas de moutons ? »). Durant la guerre d'Algérie, Kateb, harcelé par la Direction de la surveillance du territoire, connaît une longue errance, invité comme écrivain ou subsistant à l'aide d'éventuels petits métiers, en France, Belgique, Allemagne, Italie, Yougoslavie et Union soviétique.
En 1962, après un séjour au Caire, Kateb est de retour en Algérie peu après les fêtes de l'Indépendance. Il reprend sa collaboration à Alger républicain, mais effectue entre 1963 et 1967 de nombreux séjours à Moscou, en Allemagne et en France tandis que La Femme sauvage, qu'il écrit entre 1954 et 1959, est représentée à Paris en 1963. Les Ancêtres redoublent de férocité et La Poudre d'intelligence sont représentés à Paris en 1967 (en arabe dialectal à Alger en 1969). Il publie en 1964 dans Alger républicain six textes sur Nos frères les Indiens et raconte dans Jeune Afrique sa rencontre avec Jean-Paul Sartre, tandis que sa mère est internée à l'hôpital psychiatrique de Blida (« La Rose de Blida », dans Révolution Africaine, juillet 1965). En 1967, il part pour le Viêt Nam, abandonne complètement la forme romanesque et écrit L'Homme aux sandales de caoutchouc, pièce publiée, représentée et traduite en arabe en 1970.

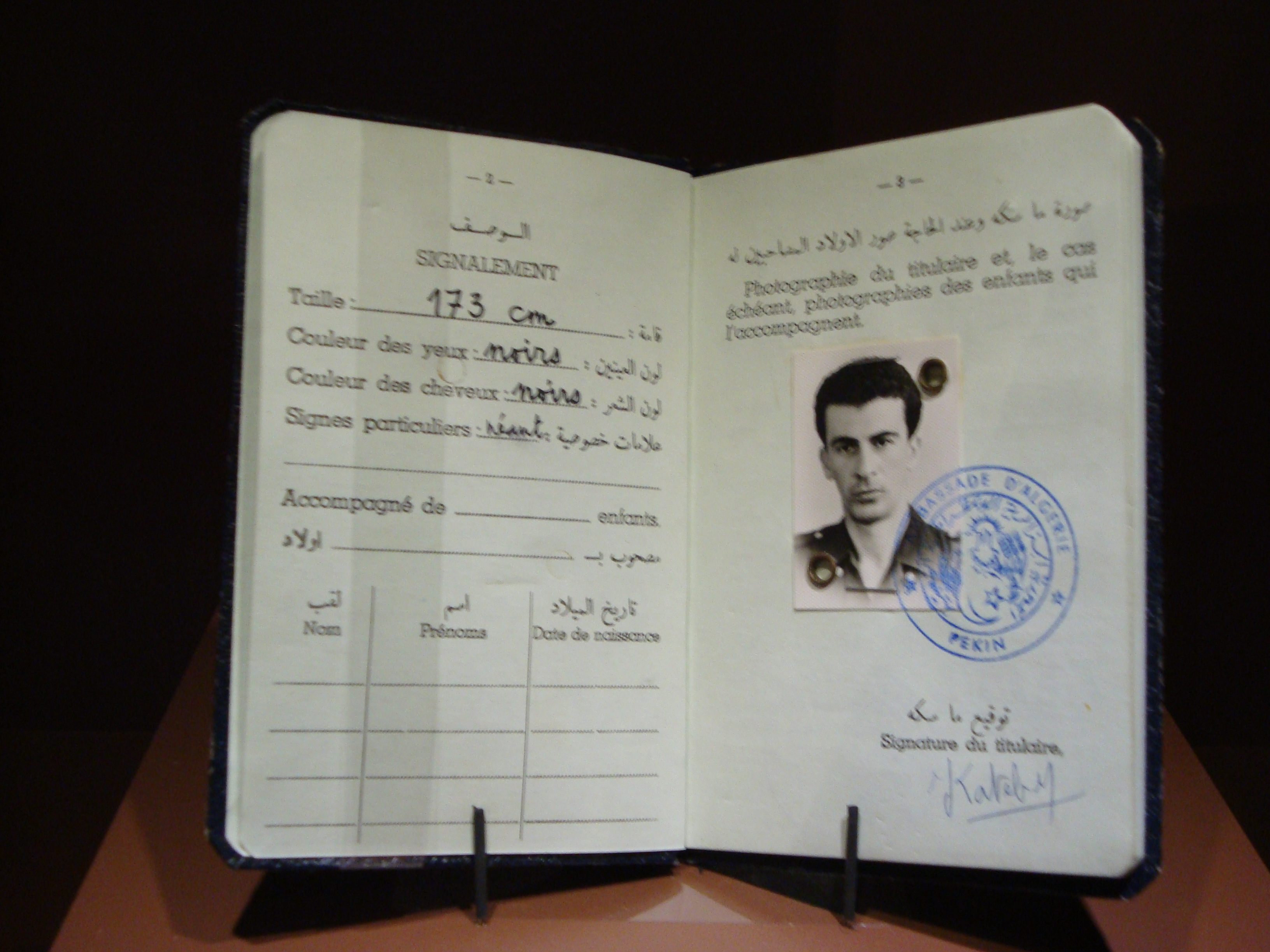
Passeport de Kateb Yacine.

### Le grand tournant
La même année, s'établissant plus durablement en Algérie et se refusant à écrire en français, Kateb commence, « grand tournant », à travailler à l'élaboration d'un théâtre populaire, épique et satirique, joué en arabe dialectal. Débutant avec la troupe du Théâtre de la Mer, fondé et dirigé par Kadour Naimi à Kouba en 1971, prise en charge par le ministère du Travail et des Affaires sociales, Kateb parcourt avec elle pendant cinq ans toute l'Algérie devant un public d'ouvriers, de paysans et d'étudiants. Ses principaux spectacles ont pour titres Mohamed prends ta valise (1971), La Voix des femmes (1972), La Guerre de deux mille ans (1974) (où réapparaît l'héroïne ancestrale Kahena) (1974), Le Roi de l'Ouest (1975) [contre Hassan II], Palestine trahie (1977). Entre 1972 et 1975, Kateb accompagne les tournées de Mohamed prends ta valise et de La Guerre de deux mille ans en France et en RDA. Au retour de la tournée en France, le groupe est délocalisé de Kouba à Bab el-Oued. Kateb est par la suite « exilé » en 1978 par le pouvoir algérien à Sidi-Bel-Abbès pour diriger le théâtre régional de la ville. Interdit d'antenne à la télévision, il donne ses pièces dans les établissements scolaires ou les entreprises. Ses évocations de la souche berbère et de la langue tamazight, ses positions libertaires, notamment en faveur de l'égalité de la femme et de l'homme, contre le retour au port du voile, lui valent de nombreuses critiques.

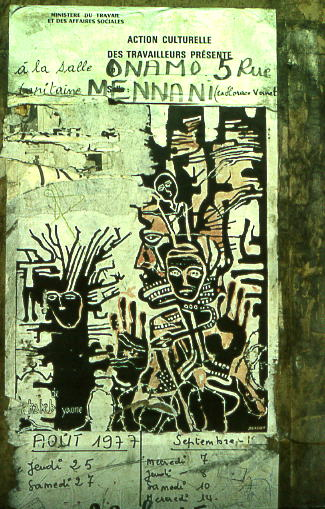
Mur d'une rue d'Alger, affiche de M'hamed Issiakhem pour un spectacle de Kateb Yacine, 1978.

Kateb avait définitivement opté pour un théâtre d'expression populaire. Dès le départ, la langue utilisée dans ses pièces était l'arabe maghrébin. Mais cela ne lui suffisait pas : il rêvait de pouvoir faire jouer ses pièces en kabyle dans les régions kabylophones. C'est ce qu'il expliqua à Mustapha Benkhemou qu'il avait fait contacter par Benmohammed (le parolier du chanteur Idir notamment) pour donner des cours de langue amazighe aux éléments de la troupe théâtrale. Aussitôt dit, aussitôt fait : l'Internationale fut bientôt entonnée en arabe algérien et au début de chaque représentation.
En 1986, Kateb livre un extrait d'une pièce sur Nelson Mandela, et reçoit en 1987 en France le Grand prix national des Lettres. En 1988, le festival d'Avignon crée Le Bourgeois sans culotte ou le spectre du parc Monceau écrit à la demande du Centre culturel d'Arras pour le bicentenaire de la Révolution française (sur Robespierre). Kateb s'installe à Vercheny (Drôme) et fait un voyage aux États-Unis, mais continue à faire de fréquents séjours en Algérie. Sa mort laisse inachevée une pièce sur les émeutes algériennes d'octobre 1988. En 2003, son œuvre est inscrite au programme de la Comédie-Française.

### La langue du colonisateur
Instruit dans la langue du colonisateur, Kateb considérait la langue française comme le « butin de guerre » des Algériens. « La francophonie est une machine politique néocoloniale, qui ne fait que perpétuer notre aliénation, mais l'usage de la langue française ne signifie pas qu'on soit l'agent d'une puissance étrangère, et j'écris en français pour dire aux Français que je ne suis pas français », déclarait-il en 1966.
Ainsi, il crée une poétique propre au Maghreb qu'il exprime grâce à l'usage qu'il fait de la langue française. Il dira plus tard : « Une langue appartient à celui qui la viole, pas à celui qui la caresse ».
Devenu trilingue, Kateb a également écrit et supervisé la traduction de ses textes en berbère.
Son œuvre traduit la quête d'identité d'un pays aux multiples cultures et les aspirations d'un peuple.

### Des obsèques agitées
Il meurt le 28 octobre 1989 à Grenoble, à l'âge de 60 ans d'une leucémie, le même jour que son cousin Mustapha Kateb. Il est enterré au cimetière d'El Alia, à Alger. Ses obsèques ont fait l'objet d'un récit de Djaffar Benmesbah.
La présence très politique des officiels donna lieu à des incidents et les ministres durent quitter précipitamment la cérémonie.
« Dans le cimetière El Alia, les membres du gouvernement, avec à leur tête Messaadia, l’ancien chef du Parti FLN, sont surpris par l’arrivée de cette foule désordonnée chantant à tue-tête l’Internationale... Les membres du gouvernement se dispersent tels des reflets séniles, usés et souffrant de paraphasie ».

### Correspondance avec Albert Camus
Kateb Yacine envoie une lettre à Albert Camus et amorce le débat sur la question algérienne.
Il comparera également l'auteur à Faulkner sur la question de l'absence de personnages algériens dans ses romans. Sur cette question, il reproche à Albert Camus de se borner à décrire les paysages algériens.

### Vie privée
Il est le père de Nadia, Hans et Amazigh Kateb, leader et chanteur du groupe Gnawa Diffusion. Il est également l'oncle du plasticien Yazid Oulab et le grand-oncle de l'acteur algérien Reda Kateb.

## Œuvres

### Romans, poésie, et autres publications
- Soliloques, poèmes, Bône, Ancienne imprimerie Thomas, 1946. Réédition (avec une introduction de Yacine Kateb), Alger, Bouchène, 1991, 64 p.
- Abdelkader et l'indépendance algérienne, Alger, En Nahda, 1948, 47 p.
- Nedjma, roman, Paris, Éditions du Seuil, 1956, 256 p.
- Le Cercle des représailles, théâtre, Paris, Éditions du Seuil, 1959, 169p [contient Le Cadavre encerclé, La Poudre d'intelligence, Les Ancêtres redoublent de férocité, Le Vautour, introduction d'Edouard Glissant : Le Chant profond de Kateb Yacine].
- Le Polygone étoilé, roman, Paris, Éditions du Seuil, 1966, 182 p.
- Les Ancêtres redoublent de férocité, [avec la fin modifiée], Paris, collection TNP, 1967.
- L'Homme aux sandales de caoutchouc [hommages au Vietnam et à Ho Chi Minh], théâtre, Paris, Éditions du Seuil, 1970, 288 p.
- Mohamed, prends ta valise (1971)
- L'Œuvre en fragments, Inédits littéraires et textes retrouvés, rassemblés et présentés par Jacqueline Arnaud, Paris, Sindbad 1986, 448p  (ISBN 2727401299).
- Le Poète comme un boxeur, entretiens 1958-1989, Paris, Éditions du Seuil, 1994.
- Boucherie de l'espérance, œuvres théâtrales, [quatre pièces, contient notamment Mohammed prends ta valise, Boucherie de l'espérance, La Guerre de deux mille ans", et Le Bourgeois sans culotte, œuvres écrites entre 1972 et 1988], Paris, Éditions du Seuil, 1999, 570 p. Textes réunis et traduits par Zebeïda Chergui.
- Minuit passée de douze heures, écrits journalistiques 1947-1989, textes réunis par Amazigh Kateb, Paris, Éditions du Seuil, 1999, 360 p.
- Kateb Yacine, un théâtre et trois langues, Catalogue de l'exposition littéraire du même nom, Éditions du Seuil, 2003, 75 p.
- Parce que c'est une femme, textes réunis par Zebeïda Chergui, théâtre, [contient un entretien de Yacine Kateb avec El Hanar Benali, 1972, La Kahina ou Dihya; Saout Ennissa, 1972 ; La Voix des femmes et Louise Michel et la Nouvelle Calédonie], Paris, Éditions des Femmes - Antoinette Fouque, 2004, 174 p.

### Préfaces
- Les Fruits de la colère, préface à Aît Djaffar, Complainte de la petite Yasmina.
- Les mille et une nuit de la révolution, préface à Abdelhamid Benzine, La Plaine et la montagne.
- Les Enfants de la Kahina, préface à Yamina Mechakra, La Grotte éclatée, 1979[21].
- Les Grande espérances, préface à Ahmed Akkache, L'evasion, Alger, S.N.E.D, 1973[22].
- Les Ancêtres redoublent de férocité, préface à Tassadit Yacine, "Lounis Aït Menguellet chante…", textes amazigh et français, Paris, La Découverte, 1989 ; Alger Bouchène/Awal, 1990 [dernier texte de Kateb Yacine, adressé à Tassadit Yacine le 29 septembre 1989, un mois avant sa mort].
- Kateb a également écrit plusieurs préfaces pour ses amis peintres, M'hamed Issiakhem (Œil-de-lynx et les américains, trente-cinq années de l'enfer d'un peintre) et Mohammed Khadda.

## Réception
En le comparant à Gogol, Abdelatif Lââbi, auteur marocain cristallise l'impact qu'a eu Nedjma sur la littérature maghrébine. Il dira : « Nous descendons tous du manteau de Nedjma ».

« Nedjma est en effet sans conteste le texte fondamental de la littérature algérienne de graphie française. Le début des années 1950 a vu la publication de livres aussi importants que La Terre et le sang de Mouloud Feraoun, La Colline oubliée et Le Sommeil du juste de Mouloud Mammeri, la trilogie Algérie de Mohamed Dib. Mais il a fallu attendre 1956 pour que Nedjma vienne, par la complexité de sa quête et la superbe échevelée de son écriture, fonder une vraie maturité littéraire. Pour la première fois dans la littérature maghrébine, l'expression de l'intérieur fracture la syntaxe qui la porte et fait éclater du même coup cet 'indigénisme' qui sous-tend jusqu'aux meilleures œuvres des années 1950. (…) Depuis, Nedjma demeure un texte sans doute inégalé dans la littérature maghrébine - il demeure, en tout cas, le texte le plus inépuisable. (…) Jusqu'au jour où l'auteur décide de changer de cap littéraire et de langue d'expression, s'attelant en Algérie à un immense travail théâtral en langue populaire dont Mohammed, prends ta valise et La Guerre de deux mille ans constituent les jalons les plus appréciables. »

— Tahar Djaout, « Un film sur Kateb », dans Hommage à Kateb Yacine

## Hommages
- Le jardin Yacine-Kateb à Paris (anciennement « jardin d'immeubles du boulevard de l'Hôpital[25] ») lui rend hommage depuis 2016[26], ainsi que la bibliothèque municipale Kateb-Yacine à Grenoble depuis 2005[27] en hommage à l'ensemble de son œuvre.
- Le théâtre régional de la ville de Tizi Ouzou porte son nom[28].
- Une rue de la commune de Saint-Ouen sur Seine porte également son nom[29].
- Rencontres d'Averroés 2019 - Hommage à Kateb Yacine -Mise en lecture Mohamed Kacimi -
- La maison de la culture de la ville de Sidi Bel Abbès (Algérie) porte son nom en hommage à sa contribution au cinéma et théâtre local durant les années où il vécut au sein de la ville.
- Une rue de Die (Drôme) qui mène au théâtre de la ville porte son nom.
- En 2003, son œuvre est inscrite au programme de la Comédie-Française.
- Une bibliothèque à Grenoble porte son nom
- Une avenue est à son nom dans la ville de Tremblay-en-France.